# Friedrich von Schlegel

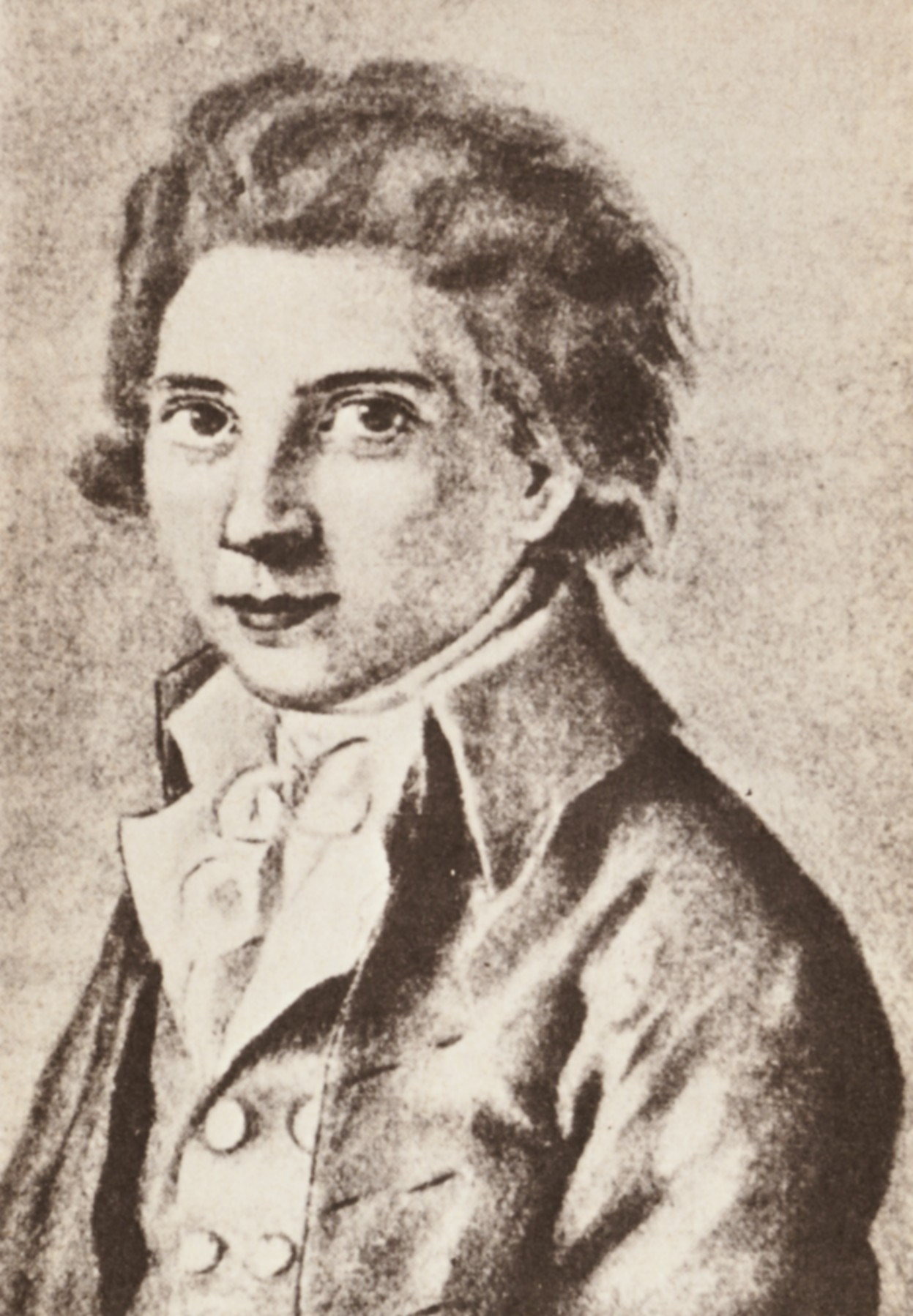
Friedrich Schlegel in 1790

Karl Wilhelm Friedrich (von) Schlegel (Hannover, 10 maart 1772 - Dresden, 12 januari 1829) was een Duits letterkundige, literair theoreticus, kunstcriticus, dichter, filosoof en vertaler. Hij behoort tot de pioniers van de vergelijkende taalwetenschap. Met het schrijven en publiceren van fragmenten probeerde Schlegel een filosofische encyclopedie op te bouwen. Schlegel gaf de Duitse Romantiek, een term die overigens pas rond 1810 in zwang was, een politieke onderbouwing, als reactie op de toenemende invloed van Frankrijk en Napoleon Bonaparte. Aan het einde van zijn leven was hij een verdediger van de katholieke erfenis uit de middeleeuwen.

## Biografie
Friedrich werd geboren in een groot gezin met negen kinderen. Hij was de jongste zoon van Johann Adolf Schlegel, luthers predikant aan de Marktkirche en dichter. De familie was oorspronkelijk afkomstig uit Meissen; intellectueel, van adel, artistiek en uitermate zelfbewust. Friedrich bracht een groot deel van zijn puberteit, als zijnde onhandelbaar, door bij een oom, bij zijn oudere broer Moritz in Bothfeld, bij een koopman in Leipzig en bij August Wilhelm Schlegel in Göttingen. Nadat hij door zelfstudie toelating tot de universiteit had verkregen, studeerde hij rechten, daarnaast wijsbegeerte, geschiedenis en klassieke talen. Schlegel had een grote bewondering voor Plato, Winckelmann en Frans Hemsterhuis, met wie hij zich intensief bezighield in de bibliotheek. Toen zijn broer naar Amsterdam vertrok en Friedrich zich in Leipzig bij zijn zuster vestigde, richtte hij zich meer en meer op de geesteswetenschappen. Schlegel bleek inmiddels heel goed op de hoogte van de klassieke, middeleeuwse en moderne literatuur en gaf aan zijn oudere broer te kennen ook schrijver te willen worden. In Leipzig leerde hij Schiller kennen bij zijn uitgever Körner, en raakte bevriend met Novalis. Bovendien bezocht hij iedere week Caroline, de geliefde van zijn broer, die een diepe indruk op de 21-jarige achterliet.

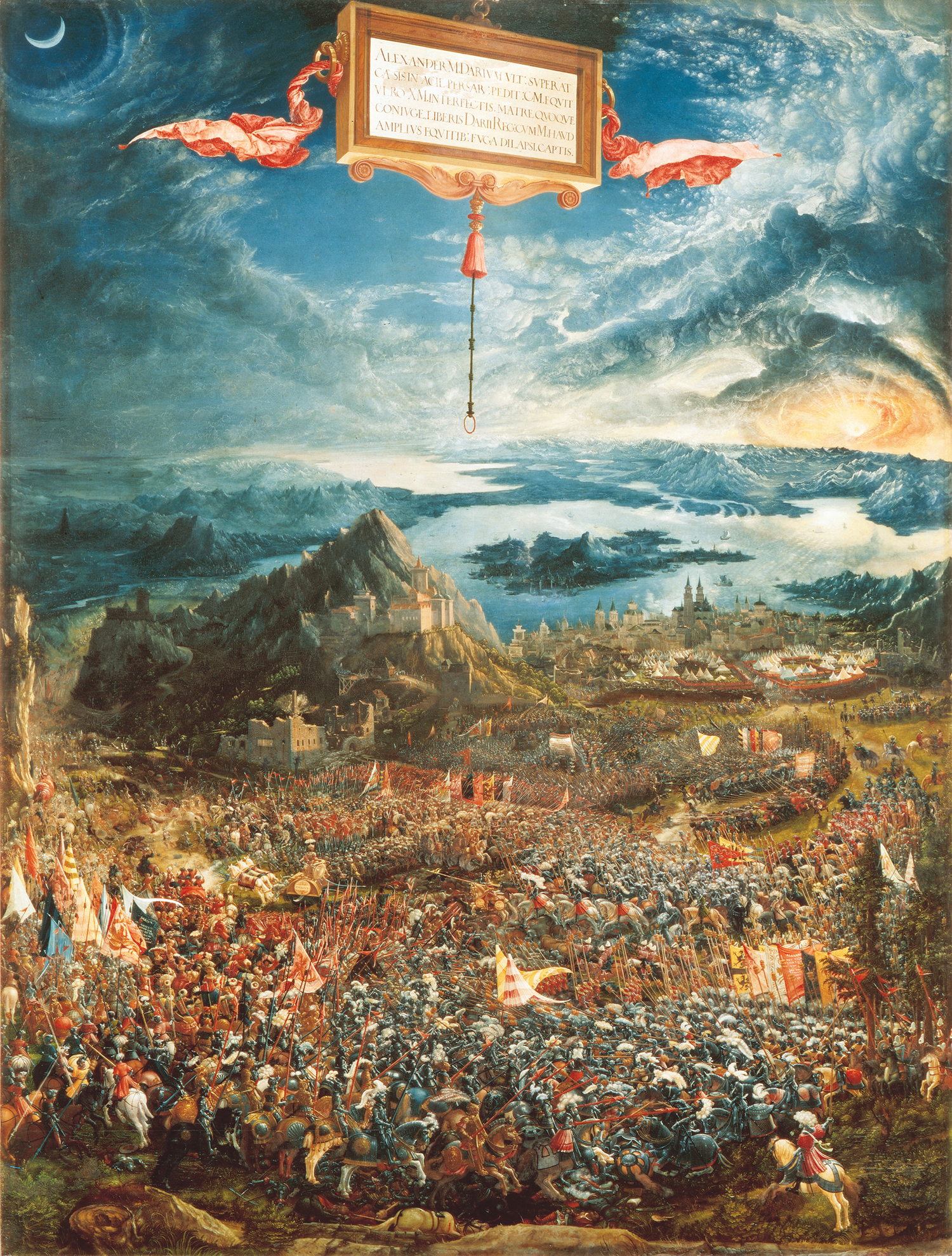
Slag bij Issos (333 v.Chr.) door Alexander de Grote. Een door Schlegel bewonderd schilderij van Albrecht Altdorfer, vanwege de kosmische zonsondergang. Napoleon had het schilderij naar Frankrijk gehaald en aanvankelijk in zijn badkamer laten ophangen. Vervolgens verhuisde het naar het Louvre waar Schlegel het in 1803 zag.

Nadat Friedrich in 1794 verhuisd was naar Dresden, verdiepte hij zich in Immanuel Kant, Baruch Spinoza, Plato en de klassieke oudheid. In augustus 1796 vestigde hij zich als privaatdocent in Jena, een stadje met nauwelijks 4.500 inwoners. Hij trok in bij zijn broer. Daar leerde hij Goethe, Johann Gottfried Herder en Christoph Martin Wieland kennen. Samen met zijn broer en Novalis voerde hij de vroeg-romantische beweging aan, waartoe ook Clemens Brentano, Johann Gottlieb Fichte en Ludwig Tieck behoorden. Vervolgens begon hij geestrijke schetsen, gelukkig geformuleerde karakteristieken en scherpe kritieken te publiceren.
Zijn broer August Schlegel werkte mee aan destijds toonaangevende literatuurtijdschriften zoals Schillers Die Horen en Wielands Teutscher Merkur. De tegenstellingen tussen Schiller en Friedrich, die elkaars werk bekritiseerden, leidden uiteindelijk tot het ontslag van August als medewerker in mei 1797. In juli vertrok hij naar Berlijn. Daar leerde hij Friedrich Schleiermacher, Ludwig Tieck en schrijver en literatuurcriticus Dorothea Veit kennen. De broers kwamen in oktober 1797 tot de conclusie zelf een tijdschrift op te richten. De bedoeling was door te dringen tot de kern van iedere wetenschap, ieder systeem en iedere auteur. 
Friedrich had inmiddels een literatuurtheorie en een geschiedsfilosofie ontwikkeld, die zou leiden tot de publicatie van Die Griechen und Römer (1797), gevolgd door Geschichte der Poesie der Griechen und Römer (1798). Schlegel vond dat poëzie tegelijkertijd filosofisch, mythologisch, ironisch en religieus zou moeten zijn. Net als Winckelmann voor de beeldhouwkunst had gedaan, schreef Friedrich een overzicht van de Griekse poëzie, waar de "natuurlijke" eenheid nog niet verloren was gegaan.
Van 1798 tot 1800 kwam het tijdschrift Athenäum uit waarin - in aforistische vorm - de tegen het neoclassicisme van Friedrich Schiller gerichte principes van de romantiek uiteen werden gezet. Het tijdschrift bestond grotendeels uit korte en lange fragmenten. Friedrich was de theoreticus en filosoof, August de filoloog en criticus, Schleiermacher de moralist en theoloog van de "romantische academie". Tieck was de populaire verteller en Novalis de esoterische mysticus. Volgens Friedrich Schlegel was romantisch een sentimenteel gegeven, in een fantastische vorm naar voren gebracht.
Schlegel geldt als schepper van de zogenaamde Universalpoesie die in de geest van de romantiek een synthese van alle kunsten en levenssferen eiste en de Europese literatuur als eenheid opvatte. Het leven en de maatschappij moesten poëtischer worden. Hij benadrukte het werk van Miguel de Cervantes, Luís de Camões en William Shakespeare en beoordeelde Wilhelm Meisters Lehrjahre door Goethe als een van de belangrijkste boeken van zijn tijd. In 1799 publiceerde hij een deel van zijn roman Lucinde, een werk dat vanwege het wellustige, chaotische en fragmentarische karakter zo veel opschudding veroorzaakte, dat hij het nooit afmaakte.

### Frankrijk

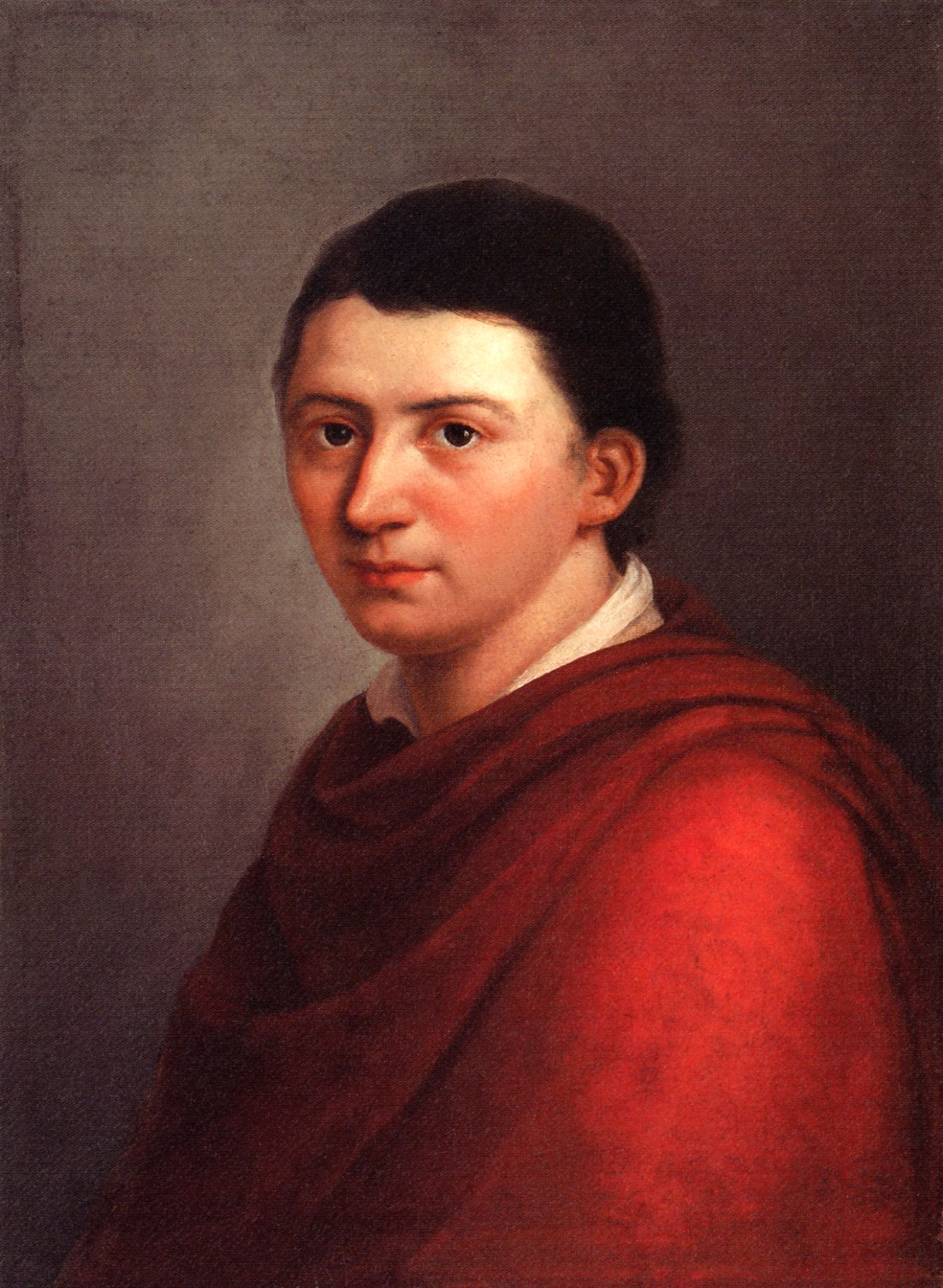
Friedrich Schlegel in 1801

Rond het jaar 1800 waren Schlegel en zijn broer bijzonder gezaghebbende figuren in de literaire wereld. Het aantal studenten in Jena was inmiddels verdubbeld, maar de colleges van Friedrich waren geen succes en na een half jaar hield hij het voor gezien. August kreeg in zijn huwelijk problemen en vertrok naar Berlijn. Ook Friedrich (en Dorothea) kregen ruzie met zijn schoonzuster en met zijn broer. Toen Novalis stierf en Fichte Jena had verlaten vanwege atheïstische ideeën, viel het gezelschap uit elkaar. Tot overmaat van ramp flopte ook zijn toneelstuk, dat sterk op het werk van Pedro Calderón de la Barca was gebaseerd.
In juni 1802 trok hij met Dorothea Veit, dochter van Moses Mendelssohn, naar Parijs. Schlegel betrok een voormalige woning van baron d'Holbach en bestudeerde oude meesters, Perzisch, Sanskriet en Hindi met de Schot Alexander Hamilton, die jarenlang in India had gewoond. Hij gaf het tijdschrift Europa (1803-1805) uit, waarin hij de naar Parijs gehaalde kunstwerken beschreef. De oude Grieken dienden niet langer als voorbeeld. Schlegel had zijn blik op Azië gericht.
In april 1804 huwde hij in de Lutherse huiskapel van de Zweedse ambassade te Parijs zijn joodse vriendin, die vervolgens de kritiek van haar familie over zich heen kreeg. Schlegel en zijn vrouw bestudeerden Jeanne d'Arc en de gotische architectuur. Hij wendde zich steeds meer af van de ideeën van individualisme en politieke en godsdienstige vrijheid en keerde zich tegen het pantheisme. Zijn kritiek richtte zich ook op Napoleon Bonaparte toen die zichzelf als keizer kroonde. In 1806 verbleef hij een half jaar in Aubergenville op het landgoed van De Staël; zijn vrouw vertaalde haar roman Corinne in het Duits, maar het werd uitgegeven op zijn naam. Vanwege zijn benarde financiële positie had hij zich aangeboden als leraar filosofie. Terug in Keulen verscheen een van zijn belangrijkste werken, Über die Sprache und Weisheit der Indier (1808), dat een grote invloed op de taalwetenschap zou uitoefenen.
De naam Ariër is ontleend aan het Sanskriet, Pali en Avestisch voor edel of de spirituele en zou in het westen voor het eerst zijn gebruikt door Schlegel, maar dat wordt hier niet gestaafd. Hij betoogde dat een uit India afkomstig volk de grondlegger van de eerste Europese beschavingen is geweest. Het feit dat veel Noord-Europese talen grote verwantschap vertonen met het Sanskriet (en de Iraanse talen) was voor hem de aanleiding. Schlegel ontwikkelde daarop een morfologische typologie.

### Wenen

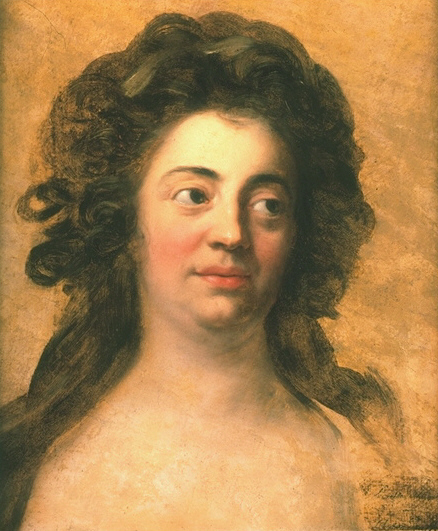
Dorothea Veit

Samen met Dorothea bekeerde hij zich op 16 april 1808 in de Dom van Keulen tot het katholicisme. Schlegel vestigde zich vervolgens in Wenen, dat zijns inziens een belangrijkere rol zou moeten spelen dan Frankrijk. Daar maakte hij kennis met keizer Frans II en Klemens von Metternich. Hij bestudeerde in verband met een nog te schrijven toneelstuk Karel V van het Heilige Roomse Rijk. Hij voerde als staflid van Karel van Oostenrijk-Teschen propaganda voor Oostenrijk tijdens de Vijfde Coalitieoorlog. Schlegel woonde tijdelijk in Hongarije en bestudeerde de Hongaarse taal. Eenmaal terug gaf hij wetenschappelijke voordrachten o.a. over de wereldliteratuur, gebundeld als Vorlesungen über die Geschichte der alten und neuen Litteratur. Hij verzorgde het tijdschrift Deutsches Museum en schreef het ontwerp voor een grondwet, gebaseerd op een Duitse Bond. In 1814 verkreeg hij de Orde van Christus (Heilige Stoel). Nadat hij betrokken werd bij het Wener Congres, is hij benoemd in de Frankfurter Bundestag. Daar raakte hij opnieuw in de schulden en werd bevangen door een soort religieuze woede. In 1818 keerde hij terug naar Wenen, en beet zich vast op filosofische en religieuze onderwerpen. Met de keizer en Von Metternich maakte Schlegel in het daaropvolgende jaar een reis naar Rome, waar een tentoonstelling van Duitse kunst was georganiseerd. Hij bezocht zijn beide stiefzonen, deel uitmakend van de Nazareners (kunstenaars) en voerde zijn vrouw terug naar Oostenrijk.

## Erfenis
In zijn jeugd was hij radicaal, een atheïst, en een individualist. Aan het einde van zijn leven leidde Schlegel het laat-romantische, conservatieve tijdschrift Concordia (1820–1823), en probeerde in navolging van de Heilige Alliantie alle gelovigen terug te voeren tot de moederkerk. Hij werd steeds mystieker en kreeg opnieuw ruzie met zijn broer.
Bij Schlegel vindt men ook een voorloper van levensfilosofie, die in Vorlesungen über die Philosophie des Lebens (1827) een sterke kritiek uit op systeemfilosofen zoals Kant of G.W.F. Hegel.
Tijdens het voorbereiden van een lezing in Dresden legde hij de pen neer. Midden in de nacht kreeg Friedrich een hartaanval waaraan hij een paar uur later bezweek. Zijn weduwe bekommerde zich om het nog niet uitgebrachte werk; Ludwig Tieck, bekend van het sprookje De gelaarsde kat en broer August gaven er de brui aan.
Zijn stiefzoon Philipp Veit werd in 1831 directeur van het Städel Museum in Frankfurt am Main.

## Opmerkelijke uitspraken

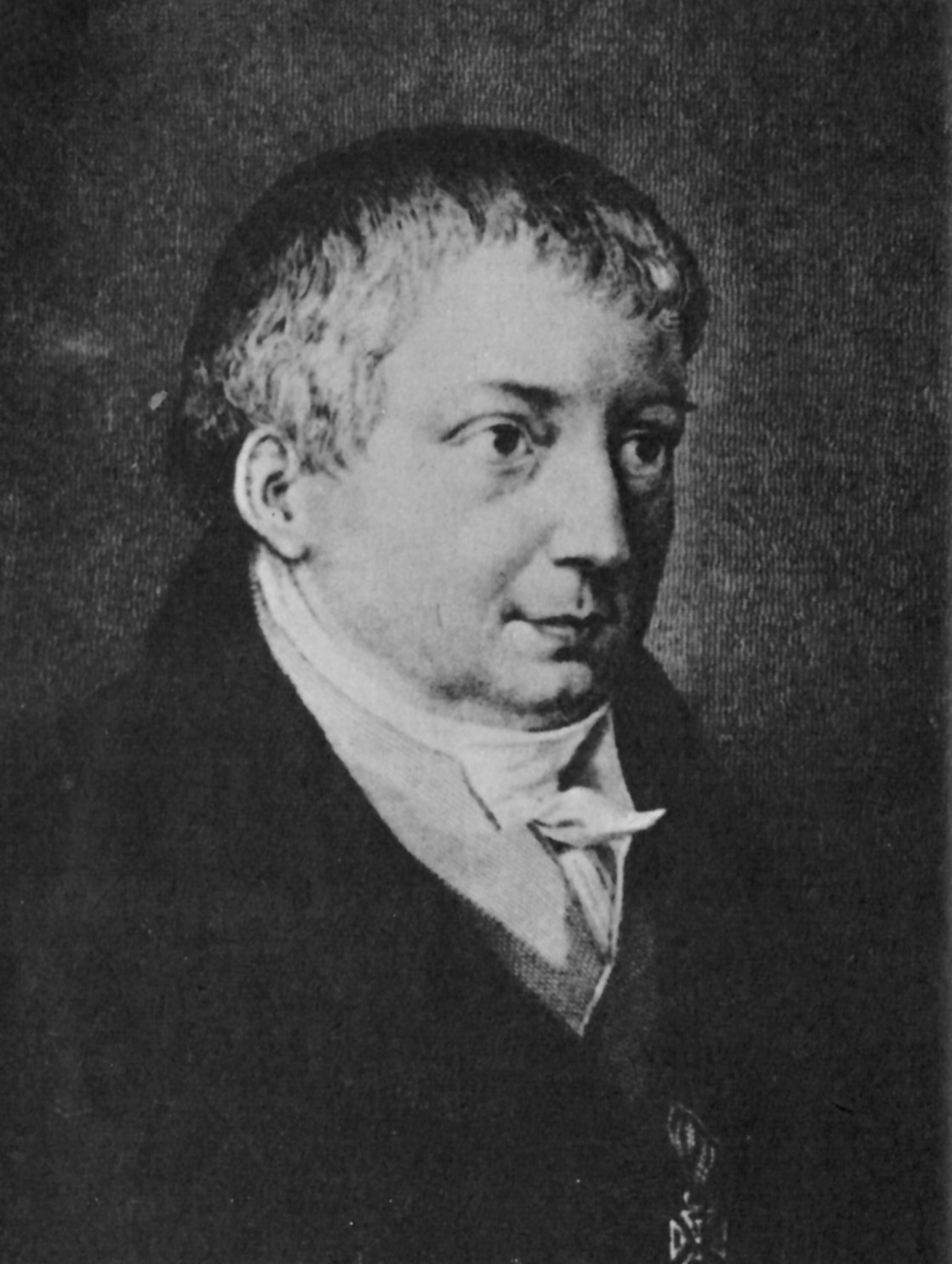
Friedrich Schlegel (1829) door Josef Axmann

- Man kann nur Philosoph werden, nicht es sein; so bald man es zu sein glaubt, hört man auf es zu werden.
- Die Welt ist kein System, sondern eine Geschichte, aus der nachher freilich Gesetze folgen können.

## Werken (selectie)
Vertaald
- Athenaeum. Fragmenten, essays, kritieken, vert. Jan Sietsma en Ard Posthuma (Amsterdam: Octavo, 2014), ISBN 9789490334185.

Origineel
- Über das Studium der griechischen Poesie (1797)
- Über Lessing, 1797
- Kritische Fragmente („Lyceums“-Fragmente), 1797
- Fragmente („Athenaeums“-Fragmente), 1797–1798
- Geschichte der Poesie der Griechen und Römer (1798)
- Lucinde (1799, roman)
- Alarcos (1802, tragedie)
- Geschichte der Jungfrau von Orléans - aus altfranzösischen Quellen (1802, vertaling van werk van Denis Joseph Godefroy)
- Philosophische Vorlesungen (1800-1807)
- Über die Sprache und Weisheit der Indier (1808)
- Vorlesungen über die Geschichte (1811)
- Philosophie der Geschichte (1829)